# Il terzo indizio
Il terzo indizio è stato un programma televisivo italiano di genere talk show e criminologico, spin-off della trasmissione Quarto grado, andata in onda in prima serata su Rete 4 dal 17 maggio 2016 al 5 giugno 2018, con la conduzione di Alessandra Viero nel 2016 e di Barbara De Rossi a partire dallo stesso anno. il programma era prodotto da Videonews, curato da Siria Magri e con la voce narrante fuoricampo di Francesco Cataldo.

## Il programma
Il programma, spin-off della trasmissione di Rete 4 Quarto grado, tratta di casi di cronaca nera risolti ed irrisolti del passato e del presente, attraverso docu-fiction ed interviste esclusive. Nell'estate 2017 sono andate in onda repliche delle puntate delle prime due edizioni.

## Edizioni
| Edizione | Anno | Conduzione       | Periodo          | Periodo          | Puntate |
| Edizione | Anno | Conduzione       | Inizio           | Fine             | Puntate |
| -------- | ---- | ---------------- | ---------------- | ---------------- | ------- |
| 1ª       | 2016 | Alessandra Viero | 17 maggio 2016   | 7 giugno 2016    | 4       |
| 2ª       | 2016 | Barbara De Rossi | 29 novembre 2016 | 23 dicembre 2016 | 4       |
| 3ª       | 2018 | Barbara De Rossi | 16 gennaio 2018  | 30 gennaio 2018  | 3       |
| 4ª       | 2018 | Barbara De Rossi | 8 maggio 2018    | 5 giugno 2018    | 5       |

## Puntate e ascolti

### Prima edizione (2016)
La prima edizione ѐ andata in onda dal 17 maggio al 7 giugno 2016, con la conduzione di Alessandra Viero.
| Puntata | Messa in onda  | Ascolti        | Ascolti |
| Puntata | Messa in onda  | Telespettatori | Share   |
| ------- | -------------- | -------------- | ------- |
| 1       | 17 maggio 2016 | 1 223 000      | 4,86%   |
| 2       | 24 maggio 2016 | 819 000        | 3,55%   |
| 3       | 31 maggio 2016 | 993 000        | 4,62%   |
| 4       | 7 giugno 2016  | 908 000        | 4,00%   |

### Seconda edizione (2016)
La seconda edizione è andata in onda dal 29 novembre al 23 dicembre 2016. Da questa edizione la conduzione passa a Barbara De Rossi.
| Puntata | Messa in onda    | Ascolti        | Ascolti |
| Puntata | Messa in onda    | Telespettatori | Share   |
| ------- | ---------------- | -------------- | ------- |
| 1       | 29 novembre 2016 | 1 030 000      | 4,50%   |
| 2       | 6 dicembre 2016  | 1 060 000      | 4,69%   |
| 3       | 16 dicembre 2016 | 1 151 000      | 5,71%   |
| 4       | 23 dicembre 2016 | 1 091 000      | 5,43%   |

### Terza edizione (2018)
La terza edizione è andata in onda dal 16 al 30 gennaio 2018 con la conduzione di Barbara De Rossi.
| Puntata | Messa in onda   | Ascolti        | Ascolti |
| Puntata | Messa in onda   | Telespettatori | Share   |
| ------- | --------------- | -------------- | ------- |
| 1       | 16 gennaio 2018 | 1 484 000      | 6,40%   |
| 2       | 23 gennaio 2018 | 1 169 000      | 5,60%   |
| 3       | 30 gennaio 2018 | 1 054 000      | 4,80%   |

### Quarta edizione (2018)
La quarta edizione è andata in onda dall'8 maggio al 5 giugno 2018 con la conduzione di Barbara De Rossi.
| Puntata | Messa in onda  | Ascolti        | Ascolti |
| Puntata | Messa in onda  | Telespettatori | Share   |
| ------- | -------------- | -------------- | ------- |
| 1       | 8 maggio 2018  | 716 000        | 3,60%   |
| 2       | 13 maggio 2018 | 931 000        | 4,63%   |
| 3       | 20 maggio 2018 | 943 000        | 4,50%   |
| 4       | 28 maggio 2018 | 1 193 000      | 5,50%   |
| 5       | 5 giugno 2018  | 987 000        | 5,10%   |